# Vegrandichthys coltecus
Vegrandichthys coltecus è un pesce osseo estinto, appartenente agli aulopiformi. Visse nel Cretaceo superiore (Cenomaniano, circa 98 milioni di anni fa) e i suoi resti fossili sono stati ritrovati in Messico.

## Descrizione
Questo pesce era di piccole dimensioni e non superava di molto i 6 centimetri di lunghezza. Era dotato di un corpo affusolato e slanciato, dal tronco moderatamente allungato. Il muso era allungato e sottile, ed era fornito di denti lunghi e acuminati. La lunghezza della testa era circa un terzo dell'intero corpo. Si differenziava dall'assai simile Eurypholis per le dimensioni ridotte e per alcune caratteristiche, tra le quali il preopercolo dotato di una piccola spina robusta nella zona posteriore, il cleitro dotato di una grossa spina posteriore, l'articolazione tra osso quadrato e mandibola esposta lateralmente e una serie di creste laterali ispessite sul preopercolo. Le pinne pelviche erano minuscole e poste sotto l'addome; erano presenti quattro scudi dorsali mediani, posti prima della pinna dorsale, di forma ovoidale, ornati finemente con tubercoli e dotati di una carena longitudinale. La linea laterale era rivestita da scaglie triangolari, lisce, dotate di una carena mediana prominente. 

## Classificazione
Vegrandichthys era un rappresentante degli encodontidi, un gruppo di pesci predatori tipici del Cretaceo, dalle dimensioni variabili ma dotati tutti di denti molto allungati e aguzzi. In particolare, Vegrandichthys è ascrivibile alla sottofamiglia Eurypholinae, comprendente anche il già citato Eurypholis. 
Vegrandichthys coltecus venne descritto per la prima volta nel 2020 sulla base di resti fossili ritrovati nella cava El Chango, nello stato di Chiapas in Messico.

## Paleoecologia
Vegrandichthys era senza dubbio un pesce predatore marino molto veloce e attivo, che si cibava di piccole prede. La cava El Chango ha restituito i fossili di almeno altre due specie di encodontidi predatori: l'arcaico Unicachichthys e il grande Veridagon: si suppone che tutti questi encodontidi occupassero diverse nicchie ecologiche nella catena trofica dell'antico mare costiero messicano. 